# Меньково (Ярославская область)
Менько́во — деревня в Пошехонском районе Ярославской области России. Входит в Пригородное сельское поселение.
Деревня расположена на крайнем севере области, в нескольких километрах от границы с Вологодской областью. В долине к западу от деревни течёт на север речка Кисома Вольная; к северу от деревни она впадает в реку Согожа.
По состоянию на 2012 год, большинство домов в деревне покинуто жителями и здесь постоянно проживают лишь несколько семей.

## История

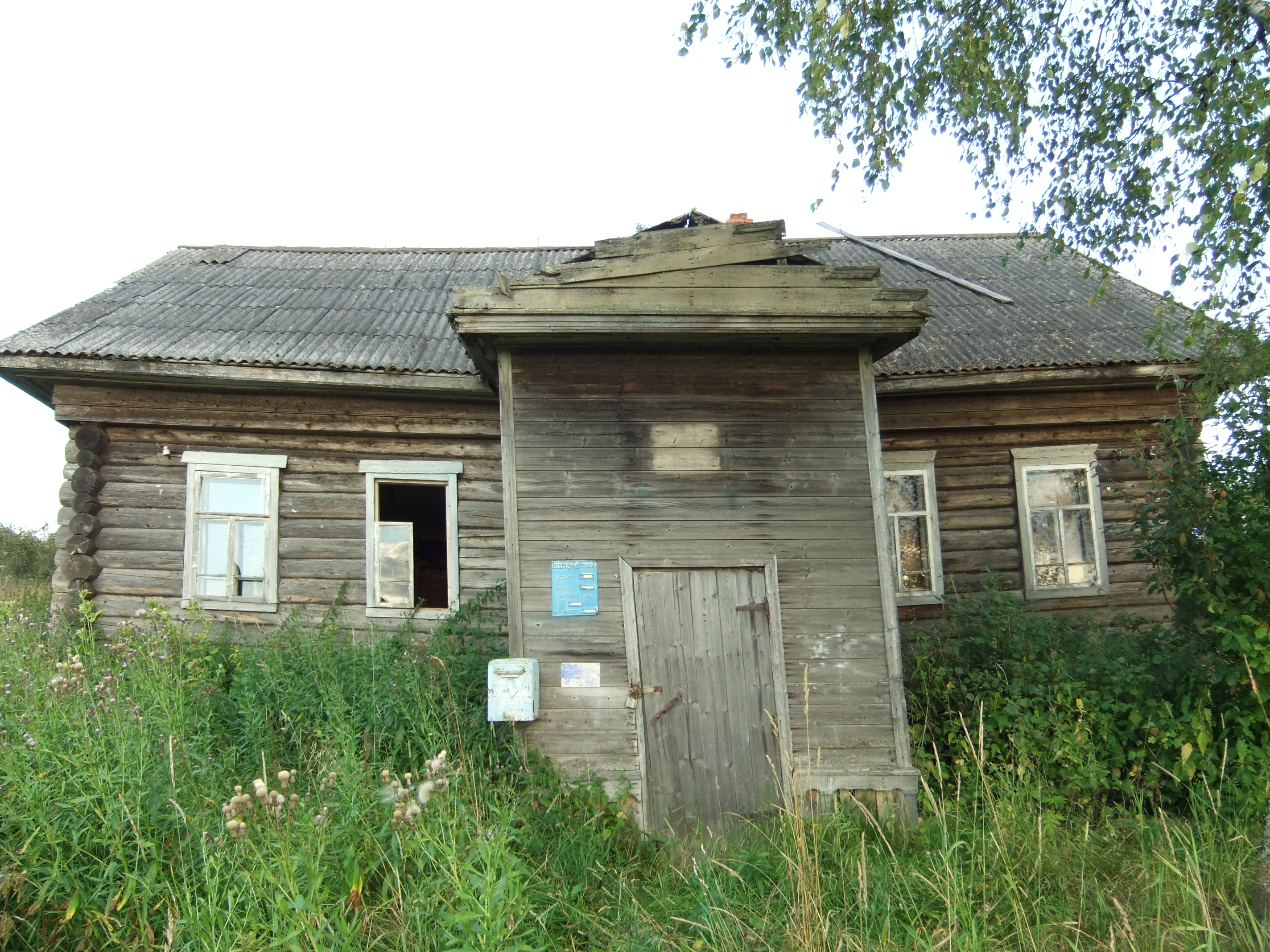
Закрытое почтовое отделение / сберкасса

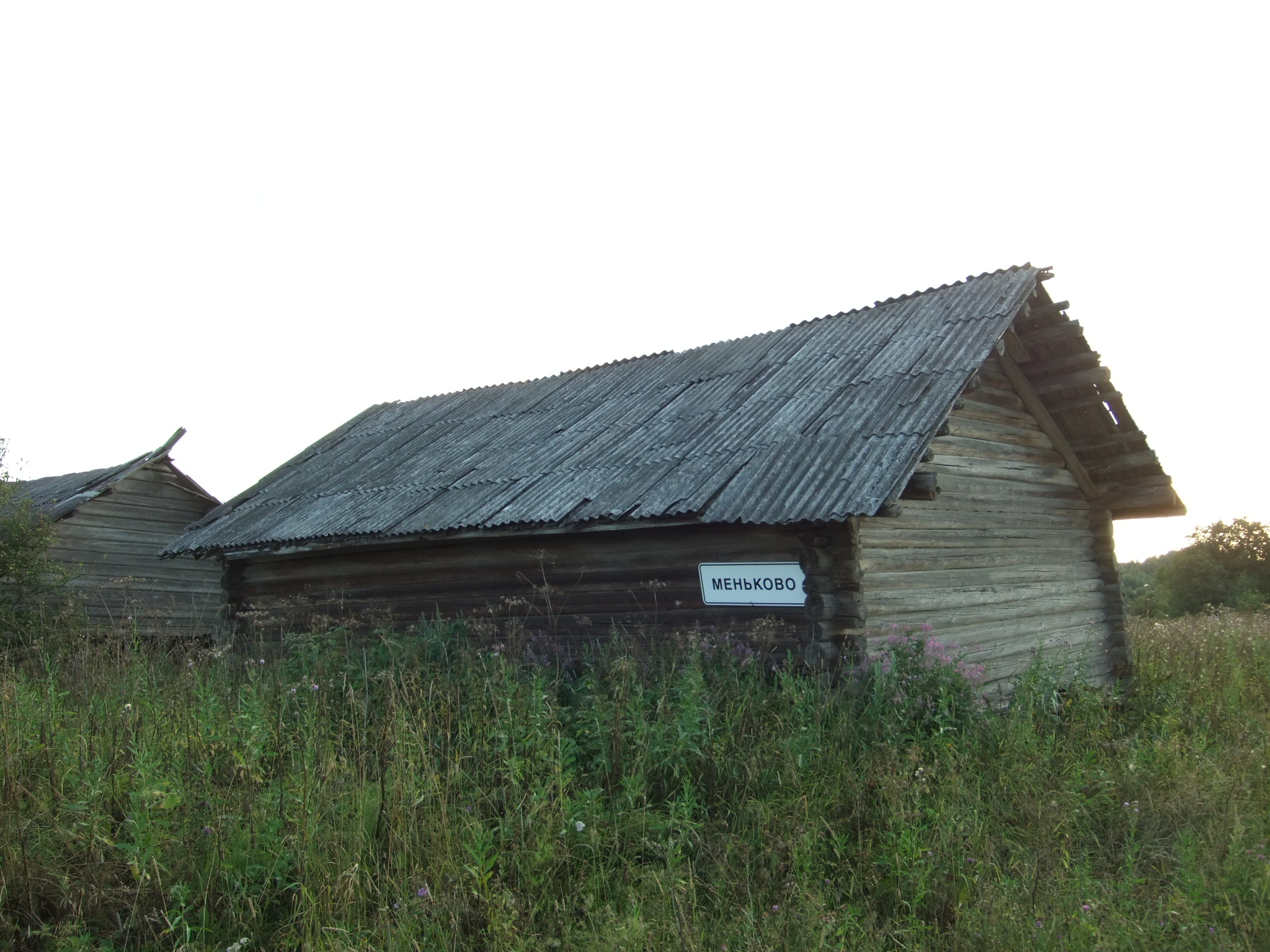
Въезд в деревню

В XIX веке Меньково входило в Софроновскую волость Пошехонского уезда Ярославской губернии.
Во второй половине XX века Меньково входило в состав колхоза «Заря». Согласно разработанной институтом «Росгипросельхозстрой» в 1968 г. планом районной планировки, только три деревни на территории этого колхоза — Меньково, Васильевское, и Софроново — считались «перспективными», остальные же были объявлены «неперспективными». «Перспективность», видимо, позволила Менькову достичь XXI века в несколько лучшей форме, чем его соседям. В деревне сравнительно недавно ещё работало почтовое отделение (индекс 152887), также выполнявшее функции сберкассы. Сейчас оно уже закрыто. По состоянию на 2008 имелся в Менькове и фельдшерско-акушерский пункт.
Весной 2009 году загорелась и частью сгорела соседняя деревня Носово, расположенная за Согожей к северу от Менькова. Так как в самом Носове постоянного населения вовсе нет, пожар был потушен силами жителей деревни Меньково.

## Население
| 2007 | 2010 |
| ---- | ---- |
| 21   | ↘13  |

## Инфраструктура
Почтовое отделение №152886, расположенное в деревне Васильевское, на март 2022 года обслуживает в деревне 31 дом.
Улицы — Почтовая, Солнечная.

## Транспорт
Меньково расположено в 6 км к северу от деревни Васильевское, расположенной на асфальтированной дороге, соединяющей город Пошехонье с селом Андрюшино. От Васильевского на Меньково, через Дерменино, и далее на Красный Яр идет грунтовая дорога.
В советское время Меньково обслуживалось и авиационным транспортом.